# Cyclostremiscus suppressus
Cyclostremiscus suppressus är en snäckart som först beskrevs av Dall 1889.  Cyclostremiscus suppressus ingår i släktet Cyclostremiscus och familjen Vitrinellidae. Inga underarter finns listade i Catalogue of Life.